# Račje selo
Račje selo – wieś w Słowenii, w gminie Trebnje. W 2018 roku liczyła 95 mieszkańców.